# European Technology Exposure Facility

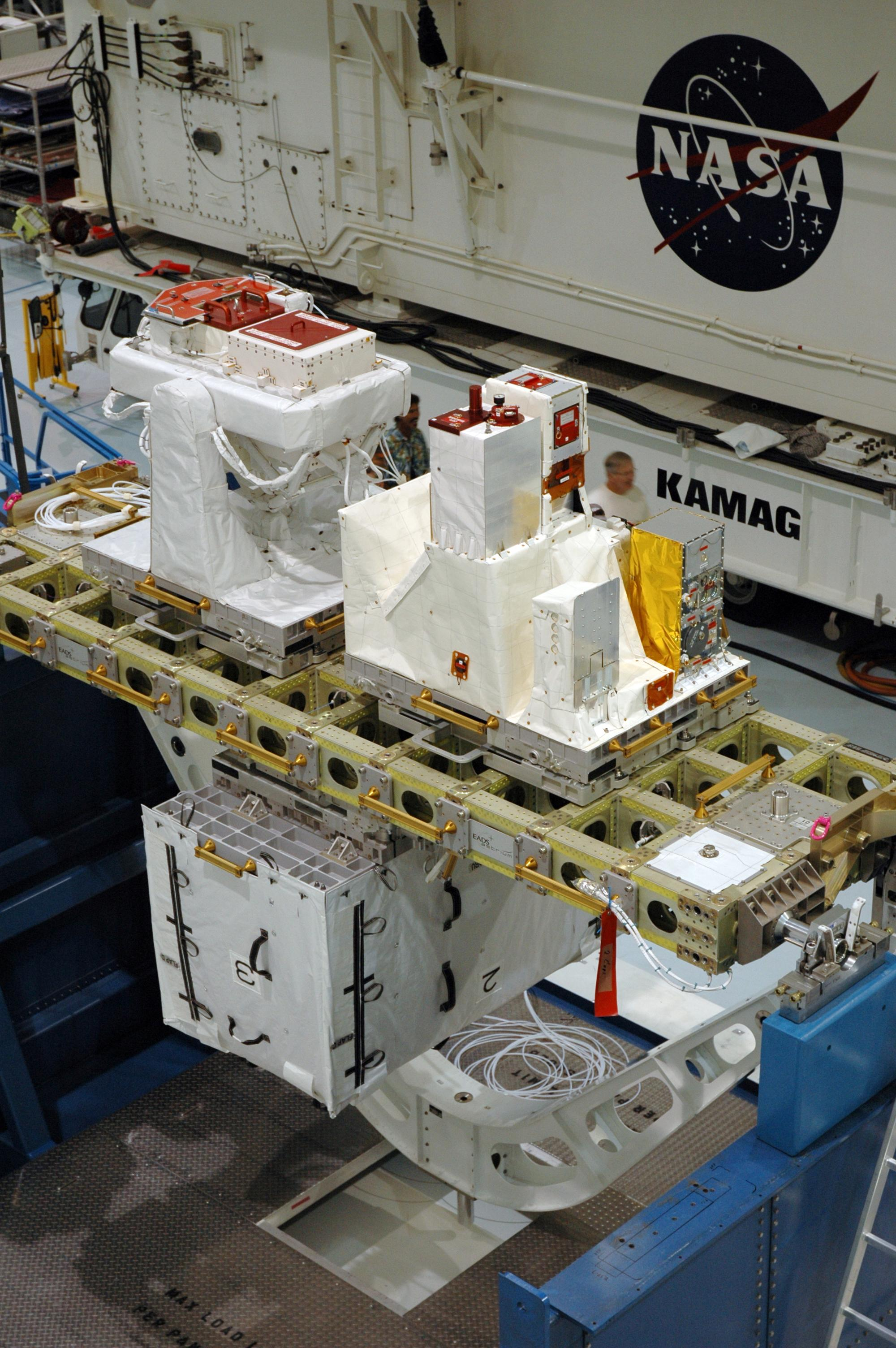
La European Technology Exposure Facility prima di essere lanciata nella missione STS-122.

La European Technology Exposure Facility (EuTEF) è una struttura montata sulla parte esterna del laboratorio europeo Columbus, uno dei moduli della Stazione spaziale internazionale.
Essa offre una piattaforma per molteplici tipi di esperimenti scientifici che possono essere così esposti al vuoto dello spazio.
Gli esperimenti sono montati direttamente sulla piastra di adattamento o su una struttura di supporto che li porta ad un'esposizione ottimale in base alla direzione di volo.